# Kjersti Beck
Kjersti Beck (født 5. september 1979) er en norsk tidligere håndboldspiller og journalist fra Totenvika i Østre Toten. Hun spillede som målmand i Balonmano Parc Sagunt, Byåsen I.L, Toten HK, Sjetne, Gjøvik og Vardal, BM Mar Valencia samt Viken. Beck var også målmand for det norske kvindelandshold, og var bl.a. med under EM 2004 i Ungarn da Norge blev europamestre. Kjersti Beck er næsten færdig-uddannet fysioterapeut, og hun har også arbejdet som radiovært hos Radio Adressa. Hun stoppede på landsholdet efter VM i 2005. Beck endte dermed med 42 A-landskampe. Hun arbejder nu som chef hos Torkehagen Sport på Gjøvik.
Hendes og samboeren Per-Erik Bjørnbacks blog blev kåret til Norges bedste rejseblog i 2010 af magasinet Reiser & ferie i samarbejde med Nettavisen og Ticket.

## Meritter med landsholdet
- VM 2005 – 9. plads
- EM 2004 –  Guld